# Гарретт (Іллінойс)
Гарретт (англ. Garrett) — селище (англ. village) в США, в окрузі Дуглас штату Іллінойс. Населення — 122 особи (2020).

## Географія
Гарретт розташований за координатами 39°47′49″ пн. ш. 88°25′28″ зх. д. / 39.79694° пн. ш. 88.42444° зх. д. (39.796906, -88.424454).  За даними Бюро перепису населення США в 2010 році селище мало площу 0,35 км², уся площа — суходіл.

## Демографія
Згідно з переписом 2010 року, у селищі мешкали 162 особи в 66 домогосподарствах у складі 42 родин. Густота населення становила 467 осіб/км².  Було 74 помешкання (213/км²).
Расовий склад населення:
| - 95,1 % — білих - 1,2 % — корінних американців - 0,6 % — чорних або афроамериканців |

До двох чи більше рас належало 2,5 %. Частка іспаномовних становила 2,5 % від усіх жителів.
За віковим діапазоном населення розподілялося таким чином: 21,6 % — особи молодші 18 років, 63,6 % — особи у віці 18—64 років, 14,8 % — особи у віці 65 років та старші. Медіана віку мешканця становила 43,0 року. На 100 осіб жіночої статі у селищі припадало 107,7 чоловіків;  на 100 жінок у віці від 18 років та старших — 98,4 чоловіків також старших 18 років.
Середній дохід на одне домашнє господарство  становив 46 808 доларів США (медіана — 40 313), а середній дохід на одну сім'ю — 57 532 долари (медіана — 51 875). За межею бідності перебувало 16,7 % осіб, у тому числі 40,0 % дітей у віці до 18 років та 3,8 % осіб у віці 65 років та старших.
Цивільне працевлаштоване населення становило 52 особи. Основні галузі зайнятості: виробництво — 32,7 %, освіта, охорона здоров'я та соціальна допомога — 13,5 %, транспорт — 7,7 %, фінанси, страхування та нерухомість — 7,7 %.